# Fadno

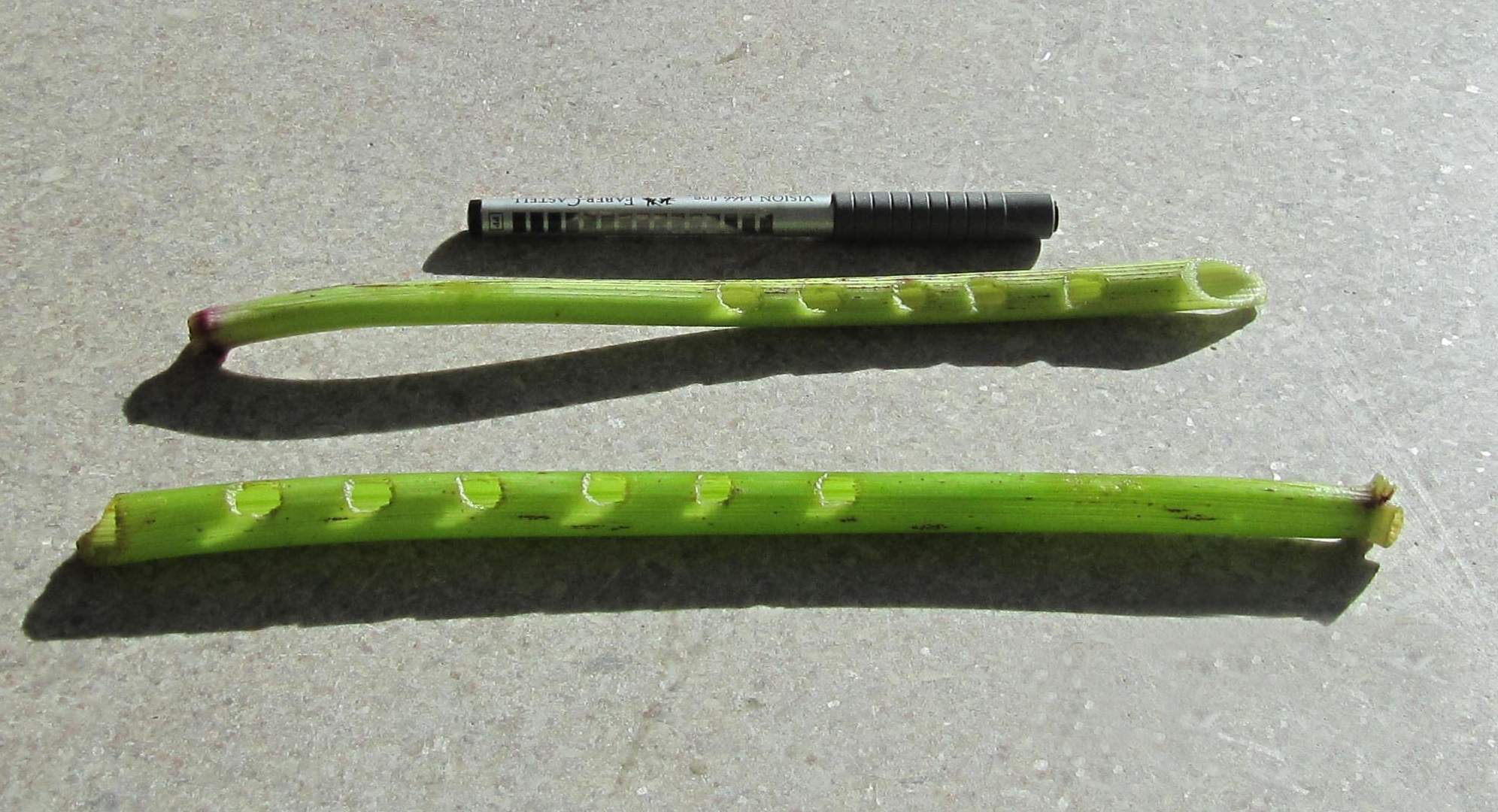
Två fadno-flöjtar.

Fadno är ett träblåsinstrument och ett av de fåtal instrument som i tradition har använts inom den samiska kulturen. Fadnon spelades med trumman tillsammans med jojken. Den samiska flöjten fadno spelas inte så ofta idag. Kunskapen att tillverka och spela en fadno kan försvinna i framtiden.